# Hortensia Mata
Hortensia Mata Lamota (Guayaquil, 11 de maio de 1849 - Cuenca, 24 de janeiro de 1934) foi uma empresária e filantropa equatoriana sendo considerada a primeira dama de Cuenca por sua influência política, econômica e cultural.

## Vida política
Hortensia casou-se com José Miguel Ordóñez Lazo, um empresário com uma situação econômica muito boa; sendo o casamento celebrado na capital Quito, na Igreja da Companhia, em 20 de maio de 1865.
Do casamento que durou até a morte de seu marido, nasceram 16 filhos.